# Noget i luften
Noget i luften er en film instrueret af Michael Asmussen efter eget manuskript.
Berlingske, Jyllands-Posten og Politiken gav alle filmen to ud af seks stjerner, mens BT var mere positive og gav filmen fire ud af seks stjerner.

## Handling
Pernille har altid haft en helt særlig evne til at fornemme når noget vil ske, så hun starter med hjælp fra sin veninde Sidsel som clairvoyant, og hendes første klient bliver den charmerende Daniel. Daniel er journalist og er gået undercover, da hans chef - og kommende svigerfar - har sat ham til at skrive en fup eller fakta-artikel om clairvoyance. For Daniel og Pernille bliver det kærlighed ved første blik - de opdager det bare ikke selv og har i øvrigt begge kærester! Daniel er forlovet med den smukke Michelle og er blevet tilbudt at overtage sin svigerfars magasin kvit og frit efter brylluppet, men efter mødet med Pernille kommer han i tvivl om det liv, han lever. I mellemtiden har Pernilles kæreste Alexander langt om længe spurgt Pernille, om hun vil giftes. Pernille drømmer om mand og børn og er sikker på, at skæbnen har udvalgt Alexander, men samtidig fornemmer hun, at der er noget i luften...

## Medvirkende
Blandt de medvirkende kan nævnes:
- Line Kruse som Pernille
- Robert Hansen som Daniel
- Linda P som Sidsel
- Christiane Schaumburg-Müller som Michelle
- Dejan Cukic som Alexander
- Anette Støvelbæk som Louise
- Allan Olsen som Jens
- Bjarne Henriksen som Peter
- Karen-Lise Mynster som Else
- Kirsten Olesen som Solvej
- Mathilde Norholt som Sofie
- Sebastian Lund som Oliver
- Nicolaj Kopernikus som Daniels far/spøgelse
- Nicolas Bro som Pernilles far/spøgelse
- Tommy Kenter som Larsen
- Henning Jensen som Ulrich
- Benedikte Hansen som Regitze
- Kristian Boland som præst
- Søren Steen som tivolivagt
- Niels Bender som tivolivagt
- Line Marie Schøtt som yogapige